# TV Biedenkopf
Der Turnverein Biedenkopf ist ein 1862 gegründeter Sportverein aus Biedenkopf im Landkreis Marburg-Biedenkopf. Sportlich am erfolgreichsten waren die Volleyball-Männer des Vereins, die in vielen Jahren in der Zweiten Volleyball-Bundesliga vertreten waren. Neben dem Volleyball wird heute im Verein auch Tischtennis, Handball, Badminton, Turnen sowie diverse Breitensport-Angebote betrieben.

## Geschichte

### Volleyball
Die erste Männermannschaft des TV Biedenkopf wurde Anfang der 1980er Jahre enorm verstärkt und stieg im Jahr 1986 in die Zweite Bundesliga auf. Zuvor waren auch viele Spieler des erfolgreichen Landesliga-Vereins TSV Hessen 1848 zum TV Biedenkopf gewechselt. Nach dem Abstieg 1988 und dem Wiederaufstieg 1994 griff die Mannschaft in den Folgejahren mehrfach nach dem Aufstieg in die Eliteklasse, der jedoch nie gelang. Nach dem Abstieg im Jahr 2003 folgte ein weiterer Abstieg aus der Regionalliga, sodass das Team derzeit in der Oberliga spielt. Seit 2000 existiert gemeinsam mit den Volleyball-Talentzentrum Biedenkopf ein eingerichtetes Nachwuchsleistungszentrum, welches vor allem an den Schulen, wie der Lahntalschule Biedenkopf mit dem Nachwuchs arbeitet und Talente sichtet.

### Tischtennis
Die Tischtennisabteilung des TV Biedenkopf wurde 1990 gegründet. 2017 hatte die Abteilung 80 Mitglieder. 2010 stieg die Mannschaft aus der Kreisliga in die Bezirksklasse auf und erreichte 2011 die Bezirksliga. Die Jugend spielte zeitweise in der Hessenliga.

### Handball
Die aktiven Handballer des TV Biedenkopf gründeten nach ersten Gesprächen 2014 mit dem TV Buchenau und dem TV Gladenbach am 12. April 2015 die HSG Hinterland gegründet. Die jeweils ersten Mannschaften der Herren und Damen spielen jeweils in der Bezirksliga C.